# 鶏知重砲兵連隊
鶏知重砲兵連隊（けちじゅうほうへいれんたい）は、1936年から1941年まで、日本の長崎県対馬にあった沿岸砲兵隊である。前身は鶏知重砲兵大隊。対馬要塞唯一の戦闘部隊で、対馬海峡を通航する艦船・航空機に対する防衛を任務とした。通称号は西部第77部隊。対馬要塞重砲兵連隊に改組してなくなった。

## 歴史

### 改称による編成
1920年から1936年まで、対馬要塞には唯一の戦闘部隊として鶏知重砲兵大隊が置かれていた。1936年6月1日に、軍令陸第4号により、この大隊が改称して鶏知重砲兵連隊が発足した。発足時の所属部隊は重砲兵中隊2個だけで、その後も特に増強されなかった。
対馬要塞には対馬要塞司令部があり、平時の砲台管理は司令部が行っていた。重砲兵連隊は訓練のために借り受ける関係であった。

### 日中戦争での警急戦備
1937年（昭和12年）7月の盧溝橋事件により日中戦争が始まると、連隊は警急戦備をとるよう命じられ、対馬要塞司令部の指揮下で防空監視の体勢をとった。8月21日に厳原防空監視隊本部に65人の将兵を、比田勝・佐須奈・佐賀・佐保・小船越・鶏知・鹿見・小茂田・浅藻の防空監視哨に兵士を2人ずつ配置した。監視哨の配置はその後変更があった。この監視隊ははじめ重砲兵連隊の将兵からなっていたが、翌1938年（昭和12年）には8人を本部に残して引き上げることになり、12月1日に長崎県に業務を移管した。
また、1937年（昭和12年）8月26日に高射砲2隊、照空隊3隊、計116人の防空部隊を編成して送り出し、下関要塞司令官の隷下に入れた。この部隊は、12月から壱岐要塞防空部隊の訓練にあたった。期間中には派遣者と帰還者の交替が何度かあり、翌1938年（昭和13年）12月11日に帰還を命じられ、12日に109人で戻ってきた。
警急戦備は1939年（昭和14年）1月25日に解除された。
1939年（昭和14年）11月10日に、連隊には436人の将兵が属していた。
1940年（昭和15年）2月6日に西部防空管区で8日から防空を行うよう命令があったが、3月31日に解除された。
この年8月に、連隊の通称号が西部第77部隊と定められた。

### 関特演にともなう動員と改称
1941年（昭和16年）7月6日に弾薬調整を命じられた連隊は、7日に各砲台に砲台長と兵を向かわせた。7月9日に、13日を動員開始日とする動員令が発せられた。翌10日から続々と臨時召集者が集まり始め、12日には各地に配備された。応召者を入れて戦時編制に転換した連隊は、7月21日に動員を完結し、対馬要塞重砲兵連隊となった。この動員はソビエト連邦への攻撃を狙った関東軍特種演習（関特演）にともなうもので、対ソ戦を見送った後も解除されず、12月の対米開戦に至った。

## 年表
- 1936年（昭和11年）6月1日　鶏知重砲兵大隊が鶏知重砲兵連隊に改称[1]。
  - 　　　　12月21日　愛国八八式七糎野戦高射砲2門を受領[13]。
- 1937年（昭和12年）1月7日　八八式七糎野戦高射砲2門を大阪兵器支廠に返納。前年に「愛国」高射砲を受領したため、替える
  - 　　　　8月20日　日中戦争の勃発により防空のための警急戦備が発令[3]。
  - 　　　　8月21日　警急戦備に入る[3]。
  - 　　　　8月26日　厳原防空監視隊本部に3人増員[14]。116人の防空部隊を編成[5]。
  - 　　　　8月27日　防空部隊が出発し下関要塞司令官の隷下に入る[5]。
  - 　　　　9月8日　小船越と鹿見の監視哨を廃止。浅藻の監視哨を豆酸に変更。比田勝と佐須奈の監視哨を1人に減らす[14]。
  - 　　　　10月8日　宮沢文雄少佐が防空部隊の長となり、部隊は宮沢部隊と称する[5]。
  - 　　　　10月25日　宮沢部隊が60日間、壱岐要塞防空部隊となる補充兵の訓練にあたる[5]。
- 1938年（昭和13年）2月17日　供用中の三十年式歩兵銃を返納し、訓練用銃剣に替える[15]。
  - 　　　　4月21日　防空監視隊からの引き上げが決まる[4]。
  - 　　　　12月1日　防空監視隊の業務を長崎県に移管[4]。
  - 　　　　12月11日　防空部隊の撤退を命じられる[4]。
  - 　　　　12月12日　防空部隊109人が帰還[4]。
- 1939年（昭和14年）1月25日　警急戦備解除[6]。
  - 　　　　8月　通称号を西部第77部隊とする[9]。
- 1940年（昭和15年）2月6日　8日から防空を開始するよう下令[8]。
  - 　　　　2月8日　防空開始[8]。
  - 　　　　3月31日　防空解除[8]。
- 1941年（昭和16年）7月6日　動員命令が下る[10]。
  - 　　　　7月21日　対馬要塞重砲兵連隊の戦時編制動員完結[12]。

## 部隊構成
- 連隊本部
  - 第1中隊
  - 第2中隊

## 歴代連隊長
- 滝弘忠　砲兵中佐　1935年8月1日[16]に鶏知重砲兵大隊の大隊長。1936年6月1日に連隊長[1]。 - 1939年1月24日[6]
- 西依辰馬　砲兵中佐　1939年1月24日[6] - 1940年5月31日死亡[8]
- 下遠甲太郎　砲兵中佐→大佐　1940年6月6日[17] - 1942年7月（対馬要塞重砲兵連隊の連隊長）